# Mycteromyiella laetifica
Mycteromyiella laetifica är en tvåvingeart som först beskrevs av Louis-Paul Mesnil 1950.  Mycteromyiella laetifica ingår i släktet Mycteromyiella och familjen parasitflugor. Inga underarter finns listade i Catalogue of Life.